# Петровский переулок (Ломоносов)
Петро́вский переулок — переулок в городе Ломоносове Петродворцового района Санкт-Петербурга. Проходит от Михайловской до Владимирской улицы.
Первоначальное название — Госпита́льный переулок. Оно появилось в начале XIX века и связано с тем, что переулок соединял корпуса Военно-морского и Военного сухопутного госпиталей.
27 февраля 1869 года переулок переименовали в Петровский — в честь первого российского императора Петра I, неоднократно посещавшего Ораниенбаум.

## Застройка
- дом 3/13 — жилой дом (1940[2])
- дом 4 — жилой дом (1970[2])